# Colalúria
Colalúria é o termo médico utilizado para designar a presença de pigmentos e sais biliares na urina. É frequente nos casos de obstrução dos canalículos e canais biliares, como o canal coléduco, denominando-se a patologia de colelitíase e coleducolitíase, respectivamete. 
Episódio comum em casos de Icterícia Obstrutiva.